# شرودبيرت
شرودبيرت (المعروف أيضا بـ شرودبيرت الثاني أو روبرت الثاني لتمييزه عن عمه العظيم المعروف أحيانا بـ شرودبيرت الأول؛ توفي بعد.678) هو نبيل من نيوستريا هو حفيد روبرت الأول، مراجعي عند كلوفيس الثاني؛ كان شرودبيرت لورد مستشار أثناء حكم كلوتير الثالث ملك نيوستريا وفضلاً عن ذلك هو مراجعي أيضا، بعد ذلك أصبح كونت بلاطين في 2 أكتوبر 678.
تزوج شرودبيرت من امرأة اسمها ثيودراد (ثيودا) كان لديهم العديد من الأبناء، من المحتمل هما والدا لامبرت، كونت هيسباي سليل سلالة كابيتيون وبابنبيرغ، وأيضا من المحتمل يكون هو جد الأكبر لـ شارلمان.